# Castroviejo
Castroviejo è un comune spagnolo di 54 abitanti situato nella comunità autonoma di La Rioja.